# Nu - et øjeblik på Jorden
Nu - et øjeblik på Jorden er en dokumentarfilm fra 1992 instrueret af Peter Engberg efter eget manuskript.

## Handling
Dokumentarisk beskrivelse af menneskers liv på Jorden. At kunne se ens eget liv i en større sammenhæng og at fornemme det globale aspekt i vores aktiviteter.